# 木村和美
木村 和美（きむら かずみ、1951年 - ）は、日本の英語教育学者。東京都出身。早稲田大学、中央大学非常勤講師。英語コミュニケーション研究家。NHK文化センター・英会話講師。

## 人物
東京生まれ東京育ちの江戸っ子。
1974年に上智大学外国語学部英語学科卒業後、三菱総合研究所、パナリンガ学院勤務。
1979年から1983年まで夫（商社マン）の転勤で、アルゼンチンに1年、メキシコに3年滞在。
帰国後、日本外国語学院勤務を経て、1989年からアメリカ・ロサンゼルスに6年半滞在。カリフォルニア大学ロサンゼルス校応用言語学部で英語教育学の修士号取得。サンタモニカカレッジで日本語を教える。
1996年に帰国後は、東京外国語大学、慶應義塾大学、中央大学、神奈川大学などで、非常勤講師として英語や第二言語習得を担当。
2009年より2010年まで東京外国語大学世界言語社会教育センター（大学院教育改革支援部門）助教。

## 著書
- 英会話力(ぢから)をアップ 魔法のフレーズ100（2007年9月1日、ドメス出版）
- ポジティブ・イングリッシュのすすめ 「ほめる」「はげます」英語のパワー（朝日新書）（2007年9月13日、朝日新聞社）
- 英語で学ぶ カーネギー「人の動かし方」（講談社現代新書）（2020年6月17日、講談社）